# Alfredo Talavera
Alfredo Talavera Díaz (ur. 18 września 1982 w La Barca) – meksykański piłkarz występujący na pozycji bramkarza, reprezentant Meksyku.

## Kariera klubowa
Talavera pochodzi z miasta La Barca, gdzie początkowo występował w lokalnych drużynach na pozycji napastnika, lecz później został przekwalifikowany na bramkarza. Jako szesnastolatek został zauważony przez wysłanników klubu Chivas de Guadalajara i dołączył do akademii juniorskiej tego zespołu. Do pierwszej ekipy dołączył w wieku dwudziestu lat za kadencji szkoleniowca Eduardo de la Torre, w meksykańskiej Primera División debiutując 24 sierpnia 2003 w przegranym 0:2 spotkaniu z Pachucą, kiedy to w 84. minucie zmienił kontuzjowanego Oswaldo Sáncheza. W wiosennym sezonie Clausura 2004 zdobył z Chivas tytuł wicemistrza kraju, jednak przez cały pobyt w tym klubie pozostawał tylko rezerwowym dla klubowej legendy Sáncheza i rywalizował o pozycję drugiego bramkarza z Luisem Michelem. W 2005 roku zajął ze swoim zespołem drugie miejsce w rozgrywkach kwalifikacyjnych do Copa Libertadores – InterLidze i sukces ten powtórzył również rok później. Podczas jesiennych rozgrywek Apertura 2006 zanotował z ekipą José Manuela de la Torre swoje pierwsze mistrzostwo Meksyku, jednak ani razu nie pojawił się wówczas na boisku.
Bezpośrednio po tym sukcesie z drużyny odszedł Sánchez, lecz pierwszym bramkarzem zespołu został Michel, a Talavera występował wyłącznie w drugoligowych rezerwach Chivas – Chivas Coras Tepic i CD Tapatío. W 2007 roku dotarł jeszcze do finału najbardziej prestiżowych rozgrywek północnoamerykańskiego kontynentu – Pucharu Mistrzów CONCACAF, zaś w lipcu 2008 został wypożyczony do drużyny Tigres UANL z siedzibą w Monterrey. Tam spędził rok, jednak trapiony kontuzjami nie zdołał nawiązać rywalizacji z reprezentantem kraju Óscarem Perezem. W lipcu 2009 na zasadzie rocznego wypożyczenia zasilił prowadzoną przez José Manuela de la Torre – swojego byłego trenera z Chivas – drużynę Deportivo Toluca, gdzie początkowo miał pełnić rolę rezerwowego dla legendy klubu Hernána Cristante, lecz po jego kontuzji wywalczył sobie niepodważalne miejsce w wyjściowej jedenastce, wskutek czego jego konkurent został zmuszony do odejścia z drużyny. W wiosennym sezonie Bicentenario 2010 zdobył z Tolucą tytuł mistrza Meksyku, w oficjalnym plebiscycie Meksykańskiego Związku Piłki Nożnej zostając wybranym najlepszym golkiperem tych rozgrywek.
W jesiennych rozgrywkach Apertura 2012 Talavera zdobył z Tolucą wicemistrzostwo kraju, zaś premierowego gola w najwyższej klasie rozgrywkowej strzelił 15 września 2013 w zremisowanej 1:1 konfrontacji z Pueblą, ustalając wynik konfrontacji w doliczonym czasie z rzutu karnego. W 2014 roku, wciąż jako czołowy golkiper ligi meksykańskiej, doszedł natomiast do finału Ligi Mistrzów CONCACAF, zaś w sezonie Apertura 2014 po raz kolejny wybrano go najlepszym bramkarzem ligi.
| Sezon     | Klub                  | Kraj   | Rozgrywki  | Mecze | Bramki |
| --------- | --------------------- | ------ | ---------- | ----- | ------ |
| 2003/2004 | CD Tapatío            | Meksyk | Ascenso MX | 12    | 0      |
| 2003/2004 | Chivas de Guadalajara | Meksyk | Liga MX    | 4     | 0      |
| 2004/2005 | Chivas de Guadalajara | Meksyk | Liga MX    | 8     | 0      |
| 2005/2006 | Chivas de Guadalajara | Meksyk | Liga MX    | 9     | 0      |
| 2005/2006 | Chivas Coras Tepic    | Meksyk | Ascenso MX | 13    | 0      |
| 2006/2007 | CD Tapatío            | Meksyk | Ascenso MX | 17    | 0      |
| 2007/2008 | CD Tapatío            | Meksyk | Ascenso MX | 14    | 0      |
| 2008/2009 | Tigres UANL           | Meksyk | Liga MX    | 2     | 0      |
| 2009/2010 | Deportivo Toluca FC   | Meksyk | Liga MX    | 39    | 0      |
| 2010/2011 | Deportivo Toluca FC   | Meksyk | Liga MX    | 34    | 0      |
| 2011/2012 | Deportivo Toluca FC   | Meksyk | Liga MX    | 33    | 0      |
| 2012/2013 | Deportivo Toluca FC   | Meksyk | Liga MX    | 40    | 0      |
| 2013/2014 | Deportivo Toluca FC   | Meksyk | Liga MX    | 37    | 1      |
| 2014/2015 | Deportivo Toluca FC   | Meksyk | Liga MX    | 37    | 0      |
| 2015/2016 | Deportivo Toluca FC   | Meksyk | Liga MX    | 37    | 0      |
| 2016/2017 | Deportivo Toluca FC   | Meksyk | Liga MX    | 33    | 0      |
| 2017/2018 | Deportivo Toluca FC   | Meksyk | Liga MX    | 18    | 0      |
| 2018/2019 | Deportivo Toluca FC   | Meksyk | Liga MX    | 30    | 0      |
| 2019/2020 | Deportivo Toluca FC   | Meksyk | Liga MX    | 28    | 0      |
| 2020/2021 | Pumas UNAM            | Meksyk | Liga MX    | 31    | 0      |
| 2021/2022 | Pumas UNAM            | Meksyk | Liga MX    | 31    | 0      |
| 2022/2022 | FC Juárez             | Meksyk | Liga MX    |       |        |

## Kariera reprezentacyjna
W seniorskiej reprezentacji Meksyku Talavera zadebiutował za kadencji selekcjonera José Manuela de la Torre, 26 marca 2011 w wygranym 3:1 meczu towarzyskim z Paragwajem. W tym samym roku został powołany na Złoty Puchar CONCACAF, gdzie początkowo miał pozostawać trzecim bramkarzem po Jesúsie Coronie i Guillermo Ochoi. Po dyscyplinarnym zawieszeniu pierwszego z nich i dyskwalifikacji za doping drugiego został jednak podstawowym golkiperem kadry, występując w pięciu z sześciu możliwych spotkań (przepuszczając w nich cztery bramki), zaś jego drużyna triumfowała ostatecznie w tym turnieju, pokonując w finale USA (4:2). W 2013 roku znalazł się w składzie na Puchar Konfederacji, podczas którego pełnił jednak rolę trzeciego bramkarza (po Coronie i Guillermo Ochoi) i ani razu nie pojawił się na boisku, zaś Meksykanie odpadli z tych rozgrywek już w fazie grupowej. Kilka tygodni później wziął udział w swoim drugim Złotym Pucharze CONCACAF, gdzie ponownie był trzecim golkiperem kadry (ustępując Jonathanowi Orozco i Moisésowi Muñozowi) i nie zanotował żadnego występu, a jego drużyna, złożona wówczas wyłącznie z graczy występujących na krajowych boiskach, zakończyła swój udział w imprezie na półfinale, ulegając w nim Panamie (1:2).
W późniejszym czasie Talavera był regularnie powoływany do kadry narodowej na eliminacje do Mistrzostw Świata 2014, udane ostatecznie dla jego zespołu, jednak on sam zagrał wówczas w zaledwie jednym z osiemnastu możliwych meczów eliminacyjnych. W 2014 roku znalazł się w ogłoszonym przez selekcjonera Miguela Herrerę składzie reprezentacji na Mistrzostwa Świata w Brazylii, gdzie ponownie nie zanotował żadnego meczu, pełniąc rolę trzeciego bramkarza – po Guillermo Ochoi i Jesúsie Coronie – a Meksykanie zakończyli swój udział w mundialu na 1/8 finału, przegrywając w nim z Holandią (1:2). W 2015 roku został powołany do rezerwowej reprezentacji na rozgrywany w Chile turniej Copa América, gdzie jako rezerwowy dla Corony przesiedział wszystkie trzy spotkania na ławce rezerwowych. Jego drużyna odpadła z tej edycji rozgrywek już w fazie grupowej.